# Piper scalariforme
Piper scalariforme är en pepparväxtart som beskrevs av William Trelease. Piper scalariforme ingår i släktet Piper och familjen pepparväxter. Inga underarter finns listade i Catalogue of Life.